# Death’s Door
Death's Door — инди-игра жанра приключенческий боевик, разработанная независимой студией Acid Nerve и выпущенная Devolver Digital. Игра вышла на платформах Microsoft Windows, Xbox One и Xbox Series X/S 20 июля 2021 года, а также для Nintendo Switch, PlayStation 4 и PlayStation 5 23 ноября 2021 года. Игрок управляет вороном, работающим жнецом смерти и путешествует по локациям, вступая в сражения с врагами и собирая предметы для улучшения своих характеристик. Ворон должен разузнать тёмную тайну корпорации, на которую он работает.
Разработкой Death's Door занималась студия Acid Nerve, известная за создание Titan Souls. Свою последнюю игру они задумывали, как самый амбициозный проект с игровым процессом, похожим на ранние игры серии The Legend of Zelda. Команда хотела связать тему игры со смертью и подчеркнуть контраст мрачного мира с его забавными персонажами.
Death's Door в целом получила положительные оценки. Ряд публикаций хвалили представленные в игре механики, простоту игрового процесса и сложность уровней, делая игру похожей на серии The Legend of Zelda или Dark Souls.

## Игровой процесс
Death’s Door — трехмерная изометрическая приключенческая игра. Игрок управляет маленьким вороном, работающим жнецом смерти. Он должен собирать души умерших для штаб-квартиры «Комиссии по жатве», похожей на бюрократический офис в загробной жизни. 
В качестве первого задания ворон должен забрать душу монстра, не желающего добровольно уйти из жизни. После победы над ним, старый ворон крадёт душу, прежде чем рассказать герою о существовании заговора, связанного с исчезновения других ворон. Старый ворон объясняет, что игрок должен пройти через три подземелья, чтобы собрать три «Гигантские души», необходимые для открытия Врат Смерти. На протяжение всего прохождения, игрок узнаёт новые секреты о предыстории Жатвенной комиссии и его лидере — Повелителе Дверей. С помощью найденного оружия, снарядов и приобретённой магии, ворон путешествует по разным областям, все из которых в итоге ведут к штаб-квартире через двери. Игроку требуется победить трёх боссов и собрать гигантские души. Герой узнаёт, что бюрократия была создана, когда Смерть заключила соглашение с первым Повелителем Дверей. Согласно этому договору Повелитель пожинал души от имени смерти в обмен на продление своей жизни, пока он не назначит преемника. Вместо того, чтобы назначить преемника и принять конец своей жизни, Повелитель заточил Смерть за дверью, чтобы обрести бессмертие. Игроку предстоит вступить в финальную битву с Повелителем Дверей, после чего бюрократия распадается.
Игрок начинает своё прохождение с мечом, луком и стрелами. Удары мечом можно объединять в комбо, а боеприпасы для лука можно пополнять с помощью меча. По ходу прохождения, ворон может приобрести четыре других оружия и три магических снаряда. В начале ворон ограничен четырьмя очками здоровья и теряет одно очко после удара врага. Для восстановления здоровья, требуется собирать семена и сажать их в горшки, которые можно найти по всему миру. Выросшее растение полностью восстанавливает здоровье. Двери в загробную жизнь и обратно выступают в роли контрольно-пропускных пунктов на протяжение всей игры. Когда ворон умирает, он возрождается у ближайшей двери без потери прогресса. Как и в других играх, подобным Zelda, найденные предметы и способности открывают доступ к новым областям на ранее исследованных уровнях, а для прохождения подземелий требуется решать головоломки с помощью доступных инструментов. В качестве внутриигровой валюты используются души, которые можно заполучить, убив врага. Игрок может заниматься поиском секретных предметов, которые затем можно использовать для улучшения основных способностей.

## Разработка
Разработкой Death's Door занималась независимая студия Acid в Манчестере, Великобритании, она была известна выпуском игры Titan Souls. Созданием руководил Марк Форстер, он также был программистом, дизайнером, писателем и аниматором. Дэвид Фенн выступил продюсером, дизайнером, композитором и звуковым дизайнером. Они также работали с двумя концепт-художниками и моделлером. Разработка началась после выхода Titan Souls. Однако новый проект задумывался более грандиозным, но и одновременно более традиционным для жанра. В качестве источников вдохновения создатели упоминали The Legend of Zelda, Dark Souls и работы японской анимационной студии Studio Ghibli. Разработка игры затянулась из-за пандемии COVID-19. Так как разработку финансировала Developer Digital, она хотела, чтобы без учёта ПК-версии, игра, по крайне мере вначале была эксклюзивной для приставки Xbox.
Игровой процесс и её уровни вдохновлялись играми серии Zelda до Ocarina of Time, наполненных причудливыми уровнями, жестокими врагами и простой историей. Разработчики хотели расширить концепцию из этих игр. Игра начала создаваться на базе Titan Souls, в том числе и с использованием нереализованных идей и боссов, например гигантской лягушкой. Однако если предыдущая игра ограничивалась концепцией «одного удара», то в Death's Door было уже гораздо больше концепций и в целом её игровой процесс был гораздо более разнообразным и амбициозным. Разработчики заметили, что ещё во время разработки Titan Souls им хотелось бы реализовать множество идей, но они были строго ограниченны простой концепцией. Death's Door задумывалась, как уже более традиционная игра с инвентарём, улучшениями, коллекционными предметами и прочими элементами ролевой игры. Создание игрового процесса началось с концепции тайной двери, через которую игровой персонаж попадал бы в самые разные локации, но такая идея оказалась не удачной, поэтому было решено создать более традиционные хабы с подобными дверьми. Если Titan Souls намеренно создавалась экстремально сложной, то Death's Door предназначалась для более массового игрока и предлагала более щадящий уровень сложности. Разработчики в том числе привлекали тестировщиков, чтобы настроить правильный баланс сложности во всех уровнях. Даже если Death's Door легче, чем Titan Souls, это по прежнему сложная игра с интенсивными сражениями и способная бросить вызов игрокам. Игрок сам может выбирать для себя уровень сложности, если он не способен победить врага, он может дольше исследовать области для поиска улучшений.
Разработчики задумывали не только более амбициозный геймплей, но и графику. Им было решено создать трёхмерный мир, но с изометрической перспективой. Фостеру было важно создать эстетически приятную графику, но которая контрастировала бы с мрачным миром, связанным с эстетикой смерти. Игровой мир создавался, как подчёркнуто уникальный и неповторимый среди других игр. В частности Death's Door подчёркивает дихотомию мрачного и зловещего мира и юмора с милыми персонажами. Внутриигровой лор создавался с идеи изобразить мир с разумными воронами, которые разучились летать и занимаются повседневными делами, как люди, например на транспорте добираются до работы. Первоначально смерть задумывалась, как один из инструментов для исследования, но по мере разработки она стала играть всё более важную роль в общем лоре,.
Графика и игровые миры создавались с участием сторонних дизайнеров и художников, Форстер создавал грубые наброски и передавал остальную работу команде художников. Игровые миры в предыдущей игре нарисовал один художник в стиле пиксельной графики. Работая над элементами юмора, разработчики добавили например персонажа с анусом вместо рта, он был вдохновлён похожим персонажем из сериала Проповедник. Бабушка в игре вдохновлялась образами Бабы-Яги и Юбабы из «Унесённых призраками», а Потхед — дань уважения Луковому рыцарю из Dark Souls.
Музыку к игре создал Дэвид Фенн, он также работал над звуковыми эффектами к игре. Фенн работал над саундтреком с момента прототипа, чтобы музыка в игре органично дополняла дизайн уровней. Игровые уровни вдохновляли на создание музыки и наоборот. В частности мелодии отражают мрачную эстетику мира. При битвах с боссами присутствуют плавные переходы между разными аранжировками, в зависимости от действий врага.
Death's Door вышла в июле 2021 года для Microsoft Windows, Xbox One and Xbox Series X/S, за первую неделю было преданно более 100,000 копий. В ноябре 2021 года игра вышла для Nintendo Switch, PlayStation 4 и PlayStation 5.
У игры образовалась своя фанатская аудитория, которым особенно понравился персонаж Потхед, у которого вместо головы керамический горшок с супом.

## Критика
| Сводный рейтинг    | Сводный рейтинг                                 |
| Агрегатор          | Оценка                                          |
| ------------------ | ----------------------------------------------- |
| Metacritic         | PC: 85/100 XONE: 87/100 XSXS: 87/100 NS: 89/100 |
| Иноязычные издания |                                                 |
| Издание            | Оценка                                          |
| Destructoid        | 9/10                                            |
| Game Informer      | 9/10                                            |
| GameSpot           | 8/10                                            |
| IGN                | 9/10                                            |
| PC Gamer (US)      | 83/100                                          |
| RPGFan             | 85/100                                          |

Death's Door получила в целом положительные оценки по версии агрегатора Metacritic. Многие обозреватели оценили эстетику Dark Souls в игре, но с заметно более светлым тоном и более мягкой кривой обучения.
Алессандро Барбоза с сайта GameSpot заметил, что игра как бы не воспринимает себя всерьёз, при этом интересным образом затрагивает такие философские вопросы, как цикл жизни и смерти, попытки нарушения этого цикла и последующие последствия. Игру назвали довольно сложной, но при этом не карательной или садистской. Её игровой процесс можно скорее сравнить с ранними играми серии Legend of Zelda с перспективой сверху. Рецензенты высоко оценили относительную простоту игры, основанную на строгих механиках, характерных для этого жанра.
Люк Винки с сайта PC Gamer раскритиковал некоторые аспекты в дизайне уровней, которые требуют большего отступления, чем требуется, но в целом оставил положительный отзыв, заметив, как он погрузился в новый для себя мир со всеобъемлющим каноном, наполненным причудами, юмором и поразительным вниманием к мелочам, демонстрируя красивый миниатюризированный мир.  Брендан Грэбер с сайта IGN заметил, как игра «искусно сочетает решение классических головоломок в подземельях с динамичными боевыми столкновениями, чтобы создать незабываемое приключение в угрюмом мире, полном секретных путей и скрытых наград». Редакция Kotaku высоко оценила качественно выполненные основы игрового дизайна и внимание разработчиков к деталям. Критик Destructoid также заметил, что хотя Titan Souls — не самая оригинальная игра, она подкупает тем, что все её аспекты выполнены качественно и она отлично реализует все задуманные идеи. Некоторые обозреватели отдельно похвалили музыку и звуковой дизайн.
Death's Door получила награду в категории «Лучшее игровое ощущение» на вручении INDIE Live Expo Winter 2021 Awards и там же номинирована в категории «Лучшие новые персонажи». Игра также получила награду «Лучшая инди-игра» на церемонии вручения Golden Joystick Awards 2021 и номинировалась, как «Лучшая Инди-игра» редакцией IGN и на The Game Awards 2021. Death's Door также номинировалась на премию Off-Broadway Award за лучшую инди-игру на вручении New York Videogame Critics Circle, проиграв Sable, на награды в категориях «Приключенческая игра года» и «Выдающееся достижение для независимой игры» на 25-м вручении DICE Awards, уступив
Marvel's Guardians of the Galaxy и Unpacking, как «Выдающаяся игра, оригинальное приключение» на 21-й ежегодной премии NAVGTR, проиграв The Medium, как «Инди-игра года» на церемонии вручения наград SXSW Gaming Awards, уступив Kena: Bridge of Spirits и как «Британская игра» и «Оригинальная собственность» на 18-й церемонии вручения наград British Academy Games Awards, уступив Forza Horizon 5 и It Takes Two. Death's Door также получила награду в категории «Сюжетная инновация года» на церемонии вручения наград MCV/Develop Awards 2022 и была номинирована в категориях «Экшн и приключенческая игра» и «Визуальный дизайн» на мероприятии The Independent Game Developers' Association.